# James Baldwin

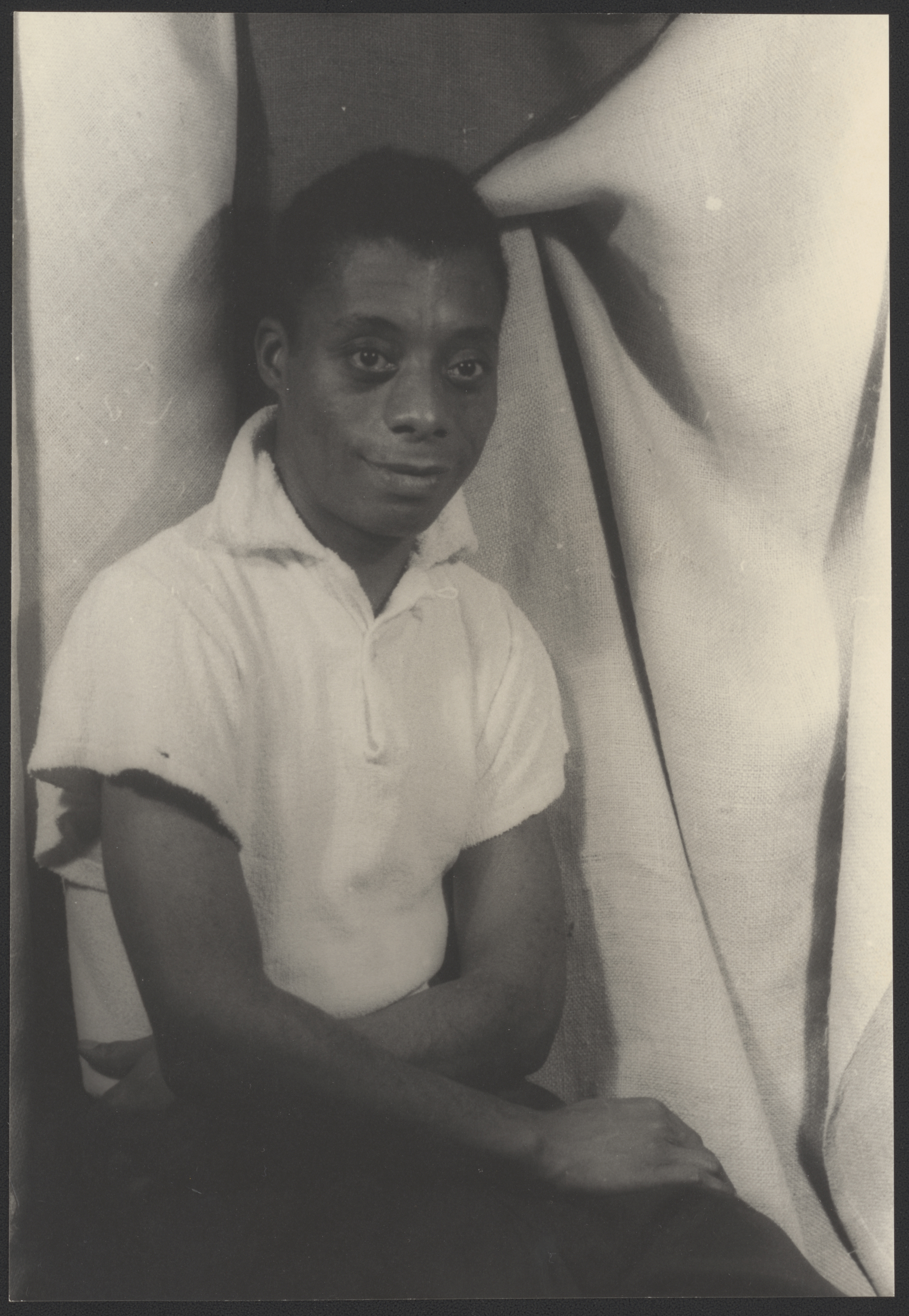
James Baldwin na fotografii Carla van Vechtena (1955)

James Arthur Baldwin [bóldvin] (2. srpna 1924 New York, USA – 1. prosince 1987 Saint-Paul-de-Vence, Francie) byl americký spisovatel, básník, dramatik, esejista a aktivista. Ve svých dílech se intersekcionálně zabýval tématy maskulinity, sexuality, rasy a třídy, přičemž byl také aktivní v celé řadě sociálních hnutí, jakými bylo afroamerické hnutí za občanská práva nebo hnutí za práva gayů.
Baldwin se narodil v Harlemu, černošské čtvrti v New Yorku, do jejíhož prostředí je zasaženo mnoho jeho děl. Již od útlého věku se věnoval psaní, do kterého promítal své zkušenosti s rasismem, kterému čelil ve škole i běžném životě. Znechucen americkým přístupem k černochům a snahou rozšířit si obzory mimo afroamerické kulturní prostředí opustil Spojené státy a přestěhoval se do Paříže. Zpět se vrátil koncem 50. let a po boku osobností jako Angela Davis se stal aktivní v celé řadě sociálních hnutí, za což byl také sledován americkou zpravodajskou službou. Místo svého bydliště pak změnil ještě několikrát, než se usadil v Saint-Paul-de-Vence v jižní Francii, kde psal a později také zemřel.
Ve sbírka esejů Notes of a Native Son (1955) popsal částečně i ze své zkušenosti jakožto homosexuálního černocha z chudinského prostředí propletenost rasových, sexuálních a třídních problémů ve Spojených státech poloviny 20. století. Mezi jeho další známá díla patří Go Tell It on the Mountain (Jdi a hlásej to z vrchů, 1953), semibiografický román Giovanni's Room (1953) zaměřený na homosexuální stránku jeho života v Paříži nebo nedokončený manuskript Remember This House, který byl později použit ve filmovém dokumentu I Am Not Your Negro (Nejsem žádný tvůj negr, 2016), pojednávajícího o předních osobnostech afroamerického hnutí za občanská práva, jakými byli Medgar Evers, Malcolm X nebo Martin Luther King. Jeho kniha Kdyby ulice Beale mohla mluvit (1974) byla roku 2018 zfilmována ve stejnojmenném oscarovém snímku.

## Život

### Počátek života a tvorby
James Arthur Baldwin se narodil v roce 1924 jako první z devíti dětí. Nikdy nepoznal svého biologického otce a pravděpodobně ani nevěděl, kdo jím byl. Místo toho považoval za svého otce svého nevlastního otce Davida Baldwina. David Baldwin, jenž pracoval jako dělník v továrně a kazatel, byl doma údajně velmi krutý. Protože jeho otec byl proti jeho literárnímu snažení, nicméně Baldwin našel oporu ve svém učiteli a také v starostovi New Yorku, jímž tehdy byl Fiorello H. LaGuardia. Když bylo Baldwinovi 14 let, stal se členem malého kostela v Harlemu (Fireside Pentecostal Church). Poté, co absolvoval studium na střední škole DeWitt Clinton High School v Bronxu, se odstěhoval do Greenwich Village, kde se soustředil na svou kariéru.

### Pozdní život a smrt
Koncem 40. let Baldwin odjel do Evropy, kde žil značnou část svého života, počínaje rokem 1948. Jeho prvním cílem byla Paříž. Když se Baldwin roku 1958 vrátil zpět do USA, stal se aktivním členem hnutí za občanská práva a hnutí za práva gayů. Společně s Martinem Lutherem Kingem se například zúčastnil pochodu na Washington za práci a svobodu. Kvůli své sexuální orientaci však měl s afroamerickým hnutím, které tehdy bylo ke gayům značně hostilní, rozporuplný vztah. Přestože byl významnou černošskou osobností, na konci zmiňovaného pochodu (v rámci níž King pronesl svou slavnou řeč „I Have a Dream“) například nedostal možnost promluvit.
Na počátku 80. let 20. století působil na celé řadě univerzit, kde učil své převážně bílé liberální studenty a studentky o rasové spravedlnosti a svém specifickém přístupu k boji za afroamerickou liberalizaci, který jej stavěl na pomezí mezi rázným přístupem Malcolma X a pokojným, umírněným přístupem Martina Luthera Kinga. Politicky se Baldwin označoval za socialistu a vyjádřil naději, že se socialismus ve Spojených státech uchytí. Socialismus však dle vlastních slov nechápal v Leninově nebo Castrově podání, inspirací mu spíše byla vize Bobbyho Seala, spoluzakladatele Černých panterů.
Ve Spojených státech Baldwin nezůstal natrvalo. Byl neustálým světoběžníkem až po zbytek svého života – dlouhou dobu strávil v tureckém Istanbulu než se natrvalo usadil v St.-Paul-de-Vence v jižní Francii, kde psal a navázal vztahy s řadou významných osobností jako Yves Montand nebo Marguerite Yourcenarová. Ve svém domě v Saint-Paul-de-Vence také nakonec roku 1987 v 63 letech zemřel.

## Inspirace a vztahy

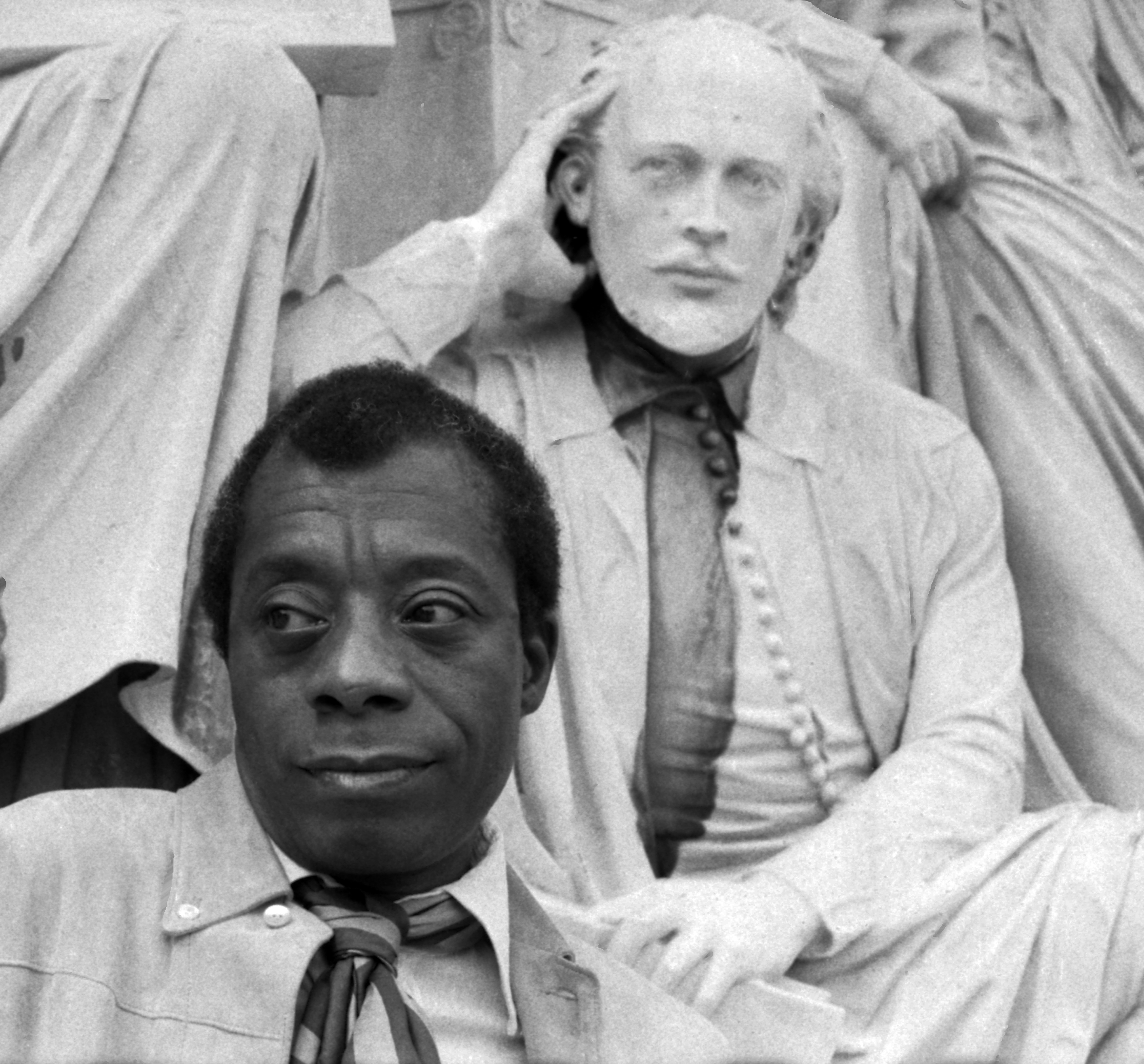
Allan Warren: James Baldwin

Jedním z těch, kdo Baldwinovi poskytl podporu, byl obdivovaný, starší spisovatel Richard Wright. O něm Baldwin prohlašoval, že pro něj je „největším černošským spisovatelem na světě“. Wright a Baldwin se na krátkou dobu stali přáteli, Wright mu pomohl získat cenu Eugene F. Saxon Memorial Award. Baldwin nazval svou sbírku esejí Notes of a Native Son, což se zjevně vztahuje k románu Wrighta Syn černého lidu (Native Son). Nicméně Baldwinova esej Everybody's Protest Novel z roku 1949 přátelství těchto dvou spisovatelů ukončila. Baldwin v ní totiž uvedl, že Wrightův román, stejně jako Chaloupka strýčka Toma od Harriet Beecher Stoweové, postrádá věrohodné postavy a dostatečnou psychologickou hloubku. Avšak v rozhovoru s Juliem Lesterem Baldwin vysvětlil, že jeho obdiv k Wrightovi trval dál: „Znal jsem Richarda a měl jsem ho rád. Neútočil jsem na něj, zkoušel jsem si pouze ujasnit něco sám sobě.“
Významný vliv na Baldwinův život měl také afroamerický malíř Beauford Delaney. Ve svém románu The Price of the Ticket (1985) Baldwin popisuje Delaneyho. Ten je pro něj „prvním živoucím důkazem toho, že i černoch může být umělec. V srdečnější době a na méně bezbožném místě by byl uznáván jako můj učitel a já bych byl jeho žákem. Stal se pro mě příkladem odvahy a čestnosti, skromnosti a nadšení. Viděl jsem ho mnohokrát vyvedeného z míry a dožil jsem se toho, že jsem ho viděl zničeného, ale nikdy jsem ho neviděl se vzdát.“
Baldwin byl blízkým přítelem Niny Simone – zpěvačky, pianistky a bojovnice za občanská práva. Baldwin, spolu s Langstonem Hughesem a Lorraine Hansberryovou, upozornil Ninu na rasovou nerovnost v té době a na skupiny, které vznikaly, aby proti tomuto bojovaly. Baldwin ji také odkázal na literaturu, aby si v této problematice rozšířila obzor.

## Literární kariéra
V roce 1953 byl publikován Baldwinův první, autobiografický román Jdi a hlásej to z vrchů (Go Tell It On the Mountain). O dva roky později se objevuje Baldwinova první sbírka esejí pod jménem Notes of a Native Son. Baldwin pokračoval v experimentování s literárními formami během své kariéry, publikoval poezii, hry, beletrii a eseje, které jej proslavily.
Baldwinův druhý román Giovanni’s Room vyvolal vlnu kontroverze v roce 1956, kdy byl poprvé vydán, a to kvůli svému jednoznačně homosexuálnímu obsahu. I přes očekávání čtenářské veřejnosti, že Baldwin vydá díla zabývající se afroamerickou tematikou, Giovanni’s Room je výhradně o bílých lidech. Baldwinovy dva další romány Another Country a Tell Me How Long the Train's Been Gone jsou experimentální, vyprávějí jak o lidech bílé, tak černé pleti, o heterosexuálech, homosexuálech i bisexuálech. Tyto romány se snaží zachytit bouřlivou atmosféru 60. let 20. století – jsou plné nepokoje a vzteku.
Baldwinova dlouhá esej „Down at the Cross“ (často také nazývaná „The Fire Next Time“ podle názvu knihy, ve které byla publikovaná) podobně poukazuje na rostoucí nespokojenost v šedesátých letech. Esej byla původně publikována ve dvou číslech The New Yorkeru a dostala Baldwina na titulní stránku časopisu Time v roce 1963, v době, kdy Baldwin jezdil po americkém jihu a hovořil o hnutí za občanská práva. V eseji se píše o nesnadném vztahu mezi křesťanstvím a rychle se rozvíjejícím hnutí černých muslimů. Baldwinova další dlouhá esej „No Name in the Street“ také pojednává o jeho vlastní zkušenosti v kontextu 60. let 20. století, zejména o jeho třech zavražděných blízkých přátelích, kterými byli Medgar Evers, Malcolm X a Martin Luther King.
Baldwinova tvorba v 70. a 80. letech 20. století byla kritiky značně přehlížena. Vraždy významných černošských představitelů hnutí za občanská práva v šedesátých letech, stejně jako brutální homofobní útok Elridge Cleavera na Baldwina v Cleaverově Soul on Ice a Baldwinův návrat do jižní Francie, přispěly k tomu, že se dostal mimo spojení se svými čtenáři. Protože byl Baldwin vždy nakloněn svým vlastním přesvědčením než vkusu jiných, pokračoval v psaní toho, čeho sám chtěl. Jeho dva romány napsané v sedmdesátých letech If Beale Street Could Talk a Just Above My Head velmi silně zdůrazňují to, jak důležité jsou černošské rodiny. Svou kariéru završil publikováním sbírky básní pod jménem Jimmy’s Blues a eseje (v rozsahu jedné knihy) The Evidence of Things Not Seen, což bylo dlouhé zamyšlení, k němuž byl inspirován vraždami dětí v Atlantě na počátku osmdesátých let.

## Kulturní odkaz
Baldwinův vliv na ostatní spisovatele byl obrovský. Toni Morrisonová editovala Baldwinovy eseje a beletrii, a nedávno vydaná sbírka kritických esejí tyto dva autory spojuje.
V roce 1987 založil novinář Kevin Brown z Baltimore Národní literární společnost Jamese Baldwina. Tato skupina pořádá veřejné události, které oslavují Baldwinův život a dílo.
V roce 2005 pošta Spojených států amerických (USPS) vytvořila známku věnovanou Baldwinovi. Byl vyobrazen na její přední straně, vzadu pak byl napsaný jeho zkrácený životopis. Jeden z Baldwinových příběhů „Sonny's Blues“ se objevuje v mnoha antologiích beletrie, které se používají v úvodních literárních kurzech ve školách.

## Dílo
- Sonny's Blues (1957)
- Go Tell it on the Mountain (1953), česky Jdi a hlásej to z vrchů
- Stranger in the Village (1953)
- Notes of a Native Son (1955)
- Giovanni's Room (1956)
- Another Country (1962), česky Jiná země, 1988
- The Fire Next Time (1963)
- Blues for Mister Charlie (1964)
- Going to Meet the Man (1965)
- The Amen Corner (1968)
- Tell Me How Long the Train's Been Gone (1968)
- A Rap on Race (1971), napsáno spolu s M. Meadovou)
- No Name in the Street (1972)
- A Dialogue (1973)
- If Beale Street Could Talk (1974)
- The Devil Finds Work (1976)
- Just Above My Head (1979)
- The Price of the Ticket (1985)